# Brakebein
Brakebein — второй студийный альбом норвежской фолк-метал-группы Trollfest.

## Об альбоме
Все треки оригинальны и самобытны, достоинства дебютного альбома здесь были только приумножены. Trollfest стали более зрелыми. Буклет альбома, сделанный в виде комиксов, рассказывает историю альбома. История основана на похождениях нескольких Троллей, которые, оставляя свои леса, идут на поиски «Легендарного Пива». Brakebein — имя главного тролля, пожелавшего найти «Легендарное Пиво».

## Список композиций
| №   | Название                     | Длительность |
| --- | ---------------------------- | ------------ |
| 1.  | «Legendarisk ØL»             | 3:12         |
| 2.  | «Brakebein»                  | 3:11         |
| 3.  | «Utmarschen»                 | 3:39         |
| 4.  | «PiratKriegen»               | 4:02         |
| 5.  | «Den åpne sjø»               | 3:48         |
| 6.  | «Das MeerUngeheuer»          | 3:53         |
| 7.  | «Essenfest»                  | 3:29         |
| 8.  | «Inni den grotte...»         | 2:23         |
| 9.  | «Illantergesteignungh»       | 3:31         |
| 10. | «PresteFeste»                | 4:03         |
| 11. | «Yameeka»                    | 2:07         |
| 12. | «Skogsgjensyn»               | 3:26         |
| 13. | «Egen Mjød, Heidunder Mjød!» | 4:56         |

## Над альбомом работали

### Участники группы
- Psychotroll — Bass
- Trollbank — Drums
- Mr. Seidel — Guitars
- Trollmannen — Vocals

### Прочие
- Mr. Seidel — Illustrations
- Terje Johnsen — Cover Art
- Tom Kvålsvoll — Mastering